# Abdelkader Zitouni
Abdelkader Zitouni (en árabe: عَبْد الْقَادِر زَيْتُونِيّ‎; Limoges, Francia, 7 de junio de 1981) es un árbitro de fútbol francopolinesio de ascendencia tunecina que dirige en la Primera División de Tahití. Es internacional FIFA desde 2012, año en el que fue escogido para dirigir en la Copa de las Naciones de la OFC.
Fue incluido como árbitro de apoyo en la Copa FIFA Confederaciones 2017. y como árbitro principal en la Copa Mundial de Fútbol Sub-20 de 2019.